# 99 Luftballons (album)
| Recensione | Giudizio |
| ---------- | -------- |
| AllMusic   | [ 1 ]    |

99 Luftballons è un album di raccolta della cantante tedesca Nena, pubblicato nell'aprile del 1984.
Raccolta della Epic Records per il mercato statunitense, dove ebbe un discreto successo, alcuni loro brani sono cantati da Nena Kerner in inglese, uno di questi, 99 Red Balloons è la versione di 99 Luftballons.
La raccolta pubblicata in Europa reca il titolo: Nena - International Album.

## Tracce

### LP
Lato A
1. 99 Red Balloons – 3:50 (Carlo Karges, Jörn-Uwe Fahrenkrog-Petersen; testo in inglese di Kevin McAlea)
2. ? (Question Mark) – 4:26 (Nena Kerner, Jörn-Uwe Fahrenkrog-Petersen; testo in inglese di Roy Brown)
3. Hangin' on You – 4:13 (Nena Kerner, Jörn-Uwe Fahrenkrog-Petersen; testo in inglese di Roy Brown)
4. Just a Dream – 3:29 (Nena Kerner, Jörn-Uwe Fahrenkrog-Petersen, Rolf Brendel)
5. Let Me Be Your Pirate – 4:51 (Nena Kerner, Rolf Brendel; testo in inglese di Roy Brown)

Lato B
1. Kino – 2:42 (Rolf Brendel)
2. Das Land der Elefanten – 3:42 (Nena Kerner, Jörn-Uwe Fahrenkrog-Petersen)
3. Leuchtturm – 3:14 (Nena Kerner, Jörn-Uwe Fahrenkrog-Petersen)
4. Rette mich – 3:17 (Carlo Karges)
5. Uner kannt durch's Märchenland – 3:21 (Jürgen Dehmel, Nena Kerner)
6. 99 Luftballons – 3:50 (Carlo Karges, Jörn-Uwe Fahrenkrog-Petersen)

## Formazione
- Nena Kerner - voce solista
- Jörn-Uwe Fahrenkrog-Petersen - tastiere, voce, accompagnamento vocale-cori
- Carlo Karges - chitarra, accompagnamento vocale-cori
- Jürgen Dehmel - basso
- Rolf Brendel - batteria, percussioni

Musicista aggiunto
- David Sanborn - sassofono (solo nel brano: ? (Question Mark))

Note aggiuntive
- Reinhold Heil e Manfred Manne Praeker - produttori
- Registrazioni effettuate al Spliff Studio di Berlino (Germania), eccetto il brano ? (Question Mark), registrato al A&R Studios di New York
- After Hours Studio - design copertina album originale
- Jim Rakete - fotografia copertina album originale[4]

## Classifica
Album
| Anno | Classifica                 | Posizione raggiunta |
| ---- | -------------------------- | ------------------- |
| 1984 | Offizielle Deutsche Charts | 23                  |